# James Crutchfield
James Patrick Crutchfield (* 30. Juni 1955 in San Francisco) ist ein US-amerikanischer Physiker, der sich mit Chaostheorie und Theorie komplexer Systeme beschäftigt.

## Leben und Wirken
Crutchfield studierte Mathematik und Physik an der University of California, Santa Cruz, wo er 1979 seinen Bachelorabschluss machte (summa cum laude) und 1983 promovierte. Ende der 1970er Jahre gehörte er zu einer Gruppe von Doktoranden, die Pionierarbeit in der Chaostheorie leisteten (Robert Shaw, Norman Packard, J. Doyne Farmer). Als Post-Doc war er am Los Alamos National Laboratory (wo er auch danach immer wieder als Gastwissenschaftler war) und ab 1983 an der University of California, Berkeley (1985/86 mit einem IBM-Stipendium), wo er bis 1997 Research Physicist war. Ab 1990 war er External Associate Professor am Santa Fe Institute und danach dort bis 2004 Research Professor, danach External Professor. 1995 bis 2004 war er außerdem Adjunct Associate Professor an der University of New Mexico. Ab 2004 war er Professor an der University of California, Davis und Direktor des dortigen  Complexity Science Center.
Er war auch Gastprofessor am Sloan Center for Theoretical Neurobiology der University of California, San Francisco, am Beckman Institute der University of Illinois at Urbana-Champaign und Bernard Osher Fellow am Exploratorium in San Francisco.
Crutchfield beschäftigte sich neben Chaostheorie unter anderem mit  Hydrodynamik, Musterbildung, Theorie der Phasenübergänge, Festkörperphysik, Astrophysik, Evolutionstheorie, genetischen Algorithmen.